# ドキュメント宇宙飛行士選抜試験
『ドキュメント宇宙飛行士選抜試験』は、2008年（平成20年）から行われた日本宇宙航空研究開発機構の「宇宙飛行士選抜試験」の経過を追ったノンフィクションである。
2009年3月に『NHKスペシャル』で放送された番組「宇宙飛行士はこうして生まれた〜密着・最終選抜試験〜」のスタッフ、大鐘良一と小原健右によって執筆され、2010年6月に光文社新書として出版された。

## 内容
2008年（平成20年）、宇宙飛行士募集を知ったNHK局員の大鐘良一・小原健右が、番組作成のため宇宙航空研究開発機構（JAXA）を熱心に説得し、選抜試験のテレビ取材を初めて許可された。963人の応募者の中から、書類審査で230人に、1次選抜の筆記試験・医学検査で48人に、そして2次選抜の面接で10人に絞り込まれた最終候補者の中から、最終的に油井亀美也、大西卓哉、金井宣茂が、宇宙飛行士訓練生に選ばれるまでの、「人間力」を採点する試験の経緯を取材した。最終候補者の経歴や、その他の受験者の試験の様子も描写されている。
2009年（平成21年）1月、最終候補者はAからJのアルファベットを付与され、つくば市の筑波宇宙センター内の閉鎖環境で最終試験を受験した。
- A - 金井宣茂、試験当時31歳、海上自衛隊幹部自衛官（外科、潜水医学を専門とする医官）。
- B - 内山崇[注釈 1]、試験当時32歳、JAXA技術者。
- C - 江澤佐知子、試験当時35歳、医師（産婦人科）[5]。
- D - 国松大介[注釈 2]、試験当時37歳、沖電気工業社員（エンジニア）。
- E - 大西卓哉、試験当時32歳、全日本空輸副機長
- F - 白壁弘次、試験当時34歳、エアーニッポン機長[注釈 3]
- G - 油井亀美也、試験当時39歳、航空自衛隊幹部自衛官（戦闘機操縦士）
- H - 安竹洋平[注釈 4]、試験当時30歳、元ソニー社員（技術者）
- I - 大作毅、試験当時33歳、海上保安庁操縦士[8]。
- J - 青井考[注釈 5]、39歳、原子核物理の研究者。（アルファベット不明）

日本における5回目の宇宙飛行士募集であり、国際宇宙ステーション（ISS）へ長期滞在するのみならず、「船長」になる人材を採用する意図を持って選抜が行われたため、最終候補者10名中、大西、油井を含む4名がパイロットであることが、大きな特徴である。
1週間に渡って、10人の最終候補者を閉鎖環境に置いて、高いストレスをかけた状況で共同作業及び単純作業を行わせ、その中での行動から宇宙飛行士としての適性を見る試験の様子が紹介される。続く、米国での試験では、人物形成の過程や覚悟を求められる等、日本とは違う形式の試験の様子が紹介され、最終日はパーティーが行われた。最終章で、合格発表を待つ候補者と家族の様子が紹介され、油井、大西、そして「第1補欠」だった金井が米国での訓練に臨む姿で結ばれている。
「候補者たちの目立った動き」を追って取材したことから、油井に対しては試験時の活躍が多く描写され、筆者らは合格発表以前に「合格を確信」している。また、大西に対しても、高く評価された要因の分析や、油井と大西が理想的なリーダーシップとフォロワーシップを互いに発揮して高い評価を受けたとされる描写がある。この他、「第2補欠」となったIや、最年少のHの成長の様子にも文章が割かれている。一方で、「第1補欠」で、後に正式採用された金井にはほとんど触れておらず、最終章で合格の要因を分析するに留まっている。
1次選抜で不合格になった諏訪理は、次に行われた2022年の採用選抜にも挑戦し合格した。